# Aleksander Nikitič Seslavin
Aleksander Nikitič Seslavin (rusko Александр Никитич Сеславин), ruski general, * 1780, † 1858.
Bil je eden izmed pomembnejših generalov, ki so se borili med Napoleonovo invazijo na Rusijo; posledično je bil njegov portret dodan v Vojaško galerijo Zimskega dvorca.

## Življenje
Šolanje je prejel v 2. vojaški šoli, nakar je služil v gardni konjeniški artileriji. Sodeloval je v vojnah leta 1805 in 1807 proti Francozom in vojni leta 1810 proti Turkom. 
Med patriotsko vojno leta 1812 se je izkazal kot partizanski poveljnik. Za zasluge med bitko za Leipzig je bil leta 1813 povišan v generalmajorja.